# Liste des gares à Nantes
Cet article donne la liste des gares de Nantes, qu'elles soient en activité, désaffectées ou disparues.

## Gares en activité

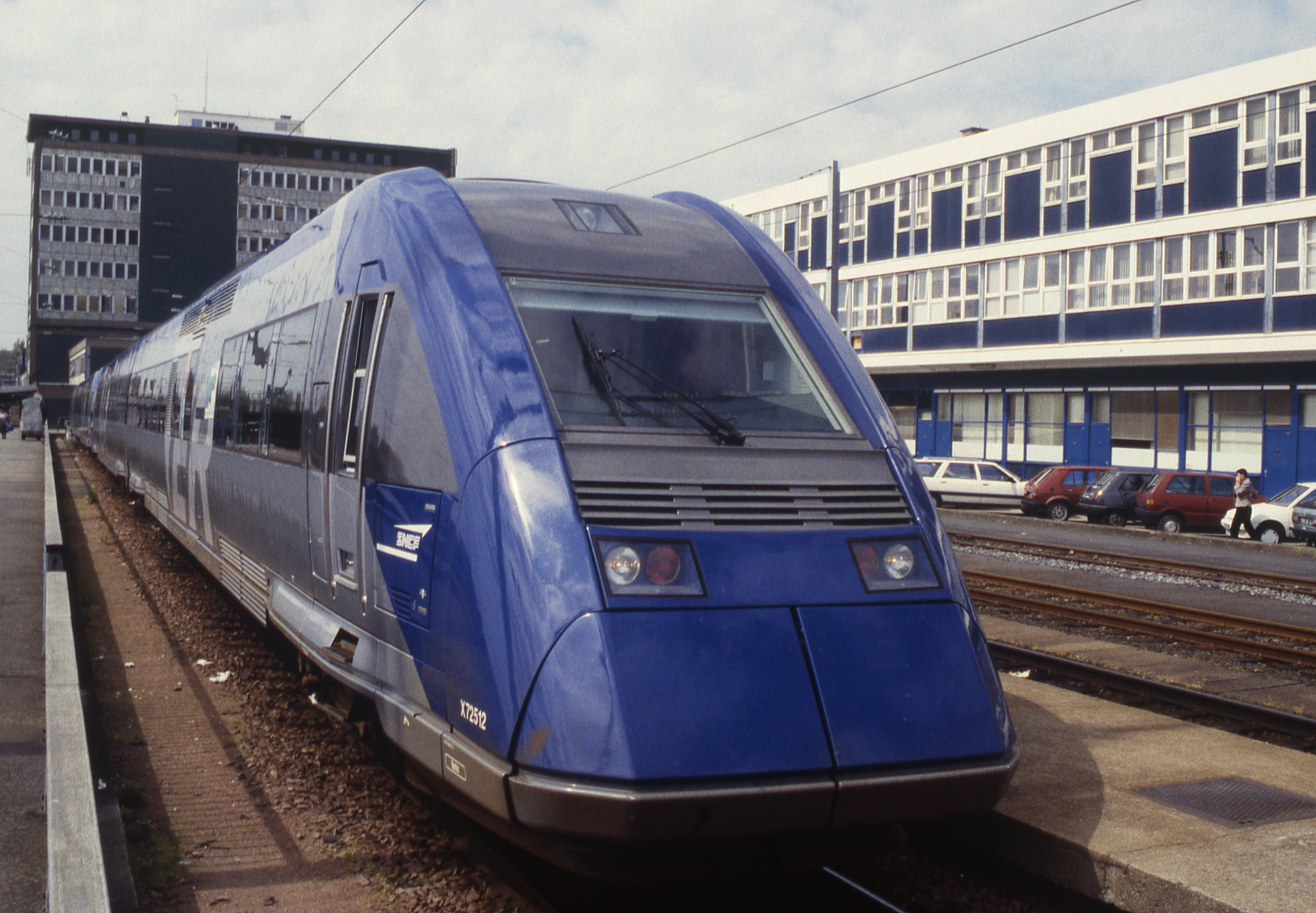
Gare centrale de Nantes

La ville de Nantes dispose de six gares dont les trois premières citées sont ouvertes au trafic voyageurs  :
- la gare de Nantes[c 1], gare principale située en centre-ville ;
- la gare de Chantenay[c 2], située à l'ouest de la ville en bordure de Loire, sur l'ancienne commune de Chantenay-sur-Loire ;
- la gare de Haluchère-Batignolles[c 3], située aussi à Doulon, elle est desservie par le tram-train Nantes <> Châteaubriant ;
- la gare de Nantes-État[c 4], une gare située sur l'île de Nantes et tournée vers le fret, qui devrait néanmoins être transférée vers la gare de triage du Grand-Blottereau d'ici peu ;
- la gare du Grand-Blottereau[c 5], ancienne gare de triage située à l'est de la ville sur l'ancienne commune de Doulon, remisant une grande partie des rames TER Pays de la Loire et assurant leur entretien. Cette « gare » doit prendre le relais du service frêt de la gare de Nantes-État en 2022[1] ;
- la gare de Doulon[c 6], également située à Doulon, à l'est de la ville, elle est affectée à la maintenance du tram-train de Nantes.

L'agglomération nantaise compte également treize gares voyageurs réparties sur neuf communes de la banlieue de Nantes. Elles sont toutes desservies par les TER Pays de la Loire ou les trams-trains de Nantes.

## Anciennes gares
Par le passé, le territoire communal était parsemé d'autres gares ferroviaires souvent de moindre importance, mais qui ont toutes disparu (liste non exhaustive) :
- la gare de Saint-Joseph[c 7] ;
- la gare de la Bourse[c 8] ;
- la gare maritime des Salorges[c 9], qui n'était pas une gare à proprement parler, mais un ensemble de voies qui permettaient de faire parvenir les convois le plus près possible des bateaux[2] ;
- la gare d'Anjou-Voyageurs[c 10] (réseau du Petit Anjou) ;
- la gare d'Anjou-Marchandises[c 11] (réseau du Petit Anjou) ;
- la gare de Nantes-Legé[c 12] (ligne de Nantes à Legé).

### Bibliothèque
- Jean Bernard et Jacques Sigot (dir.), Nantes - Le Train, Montreuil-Bellay, Édition CMD, coll. « Mémoire d'une ville », 1997, 144 p. (ISBN 2-909826-53-8).

### Coordonnées
1. ↑  Gare de Nantes 47° 13′ 01″ N, 1° 32′ 31″ O
2. ↑  Gare de Chantenay 47° 11′ 50″ N, 1° 35′ 40″ O
3. ↑  Gare de Haluchère-Batignolles 47° 14′ 56″ N, 1° 31′ 21″ O
4. ↑  Gare de Nantes-État 47° 12′ 15″ N, 1° 33′ 34″ O
5. ↑  Gare du Grand-Blottereau 47° 13′ 44″ N, 1° 30′ 00″ O
6. ↑  Gare de Doulon 47° 13′ 41″ N, 1° 31′ 03″ O
7. ↑  Gare de Saint-Joseph 47° 15′ 01″ N, 1° 31′ 29″ O
8. ↑  Gare de la Bourse 47° 12′ 41″ N, 1° 33′ 38″ O
9. ↑  Gare maritime 47° 12′ 24″ N, 1° 34′ 20″ O
10. ↑  Gare d'Anjou-Voyageurs 47° 13′ 04″ N, 1° 32′ 34″ O
11. ↑  Gare d'Anjou-Marchandises 47° 13′ 08″ N, 1° 32′ 13″ O
12. ↑  Gare de Nantes-Legé 47° 12′ 02″ N, 1° 32′ 55″ O